# Mont-Bernanchon
Mont-Bernanchon és un municipi francès situat al departament del Pas de Calais i a la regió dels Alts de França. L'any 2007 tenia 1.343 habitants.

## Demografia

### Població
El 2007 la població de fet de Mont-Bernanchon era de 1.343 persones. Hi havia 472 famílies de les quals 64 eren unipersonals (20 homes vivint sols i 44 dones vivint soles), 154 parelles sense fills, 214 parelles amb fills i 40 famílies monoparentals amb fills.
La població ha evolucionat segons el següent gràfic:
Habitants censats

### Habitatges
El 2007 hi havia 495 habitatges, 474 eren l'habitatge principal de la família, 6 eren segones residències i 15 estaven desocupats. 482 eren cases i 11 eren apartaments. Dels 474 habitatges principals, 427 estaven ocupats pels seus propietaris, 37 estaven llogats i ocupats pels llogaters i 9 estaven cedits a títol gratuït; 2 tenien una cambra, 2 en tenien dues, 43 en tenien tres, 99 en tenien quatre i 327 en tenien cinc o més. 417 habitatges disposaven pel capbaix d'una plaça de pàrquing. A 173 habitatges hi havia un automòbil i a 275 n'hi havia dos o més.

### Piràmide de població
La piràmide de població per edats i sexe el 2009 era:
| Homes | Edats   | Dones |
| ----- | ------- | ----- |
| 0     | 95 o +  | 0     |
| 0     | 90 a 94 | 0     |
| 8     | 85 a 89 | 8     |
| 8     | 80 a 84 | 20    |
| 12    | 75 a 79 | 8     |
| 20    | 70 a 74 | 12    |
| 24    | 65 a 69 | 16    |
| 28    | 60 a 64 | 44    |
| 16    | 55 a 59 | 28    |
| 24    | 50 a 54 | 36    |
| 56    | 45 a 49 | 24    |
| 64    | 40 a 44 | 56    |
| 52    | 35 a 39 | 36    |
| 52    | 30 a 34 | 56    |
| 20    | 25 a 29 | 24    |
| 44    | 20 a 24 | 16    |
| 44    | 15 a 19 | 72    |
| 60    | 10 a 14 | 36    |
| 24    | 5 a 9   | 40    |
| 32    | 0 a 4   | 12    |

## Economia
El 2007 la població en edat de treballar era de 908 persones, 649 eren actives i 259 eren inactives. De les 649 persones actives 594 estaven ocupades (339 homes i 255 dones) i 54 estaven aturades (26 homes i 28 dones). De les 259 persones inactives 69 estaven jubilades, 107 estaven estudiant i 83 estaven classificades com a «altres inactius».

### Ingressos
El 2009 a Mont-Bernanchon hi havia 499 unitats fiscals que integraven 1.407,5 persones, la mediana anual d'ingressos fiscals per persona era de 19.410 €.

### Activitats econòmiques
Dels 27 establiments que hi havia el 2007, 2 eren d'empreses alimentàries, 6 d'empreses de construcció, 2 d'empreses de comerç i reparació d'automòbils, 2 d'empreses de transport, 2 d'empreses d'hostatgeria i restauració, 1 d'una empresa d'informació i comunicació, 6 d'empreses de serveis, 4 d'entitats de l'administració pública i 2 d'empreses classificades com a «altres activitats de serveis».
Dels 10 establiments de servei als particulars que hi havia el 2009, 1 era un taller de reparació d'automòbils i de material agrícola, 2 paletes, 2 fusteries, 1 lampisteria, 1 empresa de construcció, 1 perruqueria, 1 restaurant i 1 saló de bellesa.
L'únic establiment comercial que hi havia el 2009 era una fleca.
L'any 2000 a Mont-Bernanchon hi havia 20 explotacions agrícoles que ocupaven un total de 468 hectàrees.

## Equipaments sanitaris i escolars
El 2009 hi havia una escola elemental.

## Poblacions més properes
El següent diagrama mostra les poblacions més properes.